# Даконо (Колорадо)
Даконо (енгл. Dacono) град је у америчкој савезној држави Колорадо.

## Демографија
По попису из 2010. године број становника је 4.152, што је 1.137 (37,7%) становника више него 2000. године.
| Група             | 2000.         | 2010.         |
| Белци             | 1.939 (64,3%) | 2.515 (60,6%) |
| Афроамериканци    | 13 (0,4%)     | 29 (0,7%)     |
| Азијати           | 30 (1,0%)     | 86 (2,1%)     |
| Хиспаноамериканци | 966 (32,0%)   | 1.452 (35,0%) |
| Укупно            | 3.015         | 4.152         |